# Halhul
Halhul (arabe : حلحول, translittération : Ḥalḥūl) est une ville palestinienne située dans le sud de la Cisjordanie, à 5 km au nord d'Hébron dans le gouvernorat d'Hébron de l'État de Palestine. La ville, bordée par Sa'ir et Ash-Shuyukh à l'est, Beit Ommar et le camp de réfugiés d'Arroub au nord, et Kharas et Nuba à l'ouest, est située à 916 mètres d'altitude et est la plus haute ville habitée en Palestine. Selon le Bureau central palestinien des statistiques, la ville compte 27 031 habitants en 2017.
La colonie israélienne de Karmei Tzur (en) se trouve en périphérie de Halhul. La ville est entourée d'anciennes grottes funéraires.